# Muñequita (cuento)
Muñequita es un cuento infantil del escritor uruguayo Constancio C. Vigil (Rocha, Uruguay; 4 de septiembre de 1876 - Buenos Aires; 24 de septiembre de 1954) publicado por primera vez en 1941. El cuento trata acerca de una niña de muy baja estatura y de considerable belleza a la que los padres llaman Muñequita, la cual debido a su diminuta estatura se ve obligada a llevar una vida de limitaciones aislada de la compañía de otras niñas de su misma edad y sin asistir a la escuela.
El libro fue publicado por la Editorial Atlántida y contó con más de seis ediciones, la mayoría de ellas con ilustraciones de Fereico Ribas  mientras que la edición de 1977 contó con el arte gráfico de Sara Amanda Conti.

## Sinopsis
El matrimonio formado por Juan Del Campo y su esposa, ansían tener una hija y para ello le encargan a la cigüeña que les envíe una niña, sin embargo un día reciben una carta donde se les informa que debido a que las cigüeñas están atareadas en ese momento con la cría de sus propios pichones, la niña les será llevada en avión, para lo cual la pareja debía dejar una luz roja encendida todos los días. Finalmente la niña llega a la casa de sus padres a bordo  de una cesta con paracaídas, la cual es arrojada desde un avión por el presunto mensajero.
Cuando los padres ven lo diminuta que es, piensan al comienzo que se trata de alguna especie de engaño, pero con la esperanza de que ella crecería, los padres la aceptan y se encargan de su crianza. Al comienzo piensan ponerle el nombre de Margarita del Campo, pero como era tan pequeña la llamaron simplemente Muñequita.
Debido a su tamaño, la niña debía de ser ataviada con prendas de vestir confeccionadas a medida o con ropa de muñecas comprada en jugueterías. A medida que iba creciendo comienza a demostrar cierta habilidad para la limpieza y otros quehaceres domésticos, además de gustarle el canto y el baile. Pero por su condición física las demás niñas no se atrevían a jugar con ella, mientras que en cambio se dedicaban a mirarla asombradas y preguntarle si era una niña o una muñeca lo cual le producía a ella una gran tristeza y encontraba consuelo dialogando con los animales de granja que había en sus alrededores, demostrando a la vez la capacidad para comunicarse con ellos.
Al cumplir los seis años de edad sus padres pretenden enviarla a la escuela, pero la maestra comprende que será imposible desempeñar allí las tareas escolares más simples como encontrar un pupitre adecuado donde pueda sentarse, escribir en una pizarra o relacionarse con los demás niños por lo cual la maestra se ofrece a brindarle clases particulares a domicilio. 
La niña comienza a sentirse confundida acerca de cuál será su destino. 
Por esos días recibe la visita de su abuela, la cual solo había sabido de ella a través de las cartas de sus padres, y decide pasar unos días en la casa con ellos para conocer a la nieta. La abuela comprende que la  situación para con la niña es inusual y lo que iba a ser una visita de poco más de una semana se convierte en una estadía de varios meses tras los cuales ella debe de regresar a su ciudad, pero le pide a los padres de Muñequita que no vaya la niña a la estación a despedirla, algo que los padres no toman en cuenta. La niña desaparece tras la despedida de su abuela y pasan varios días de intensa búsqueda donde finalmente los padres la encuentran en un estante de una juguetería junto a otros muñecos en venta. Eldueño del local no se explica cómo llegó allí esa muñeca. Ellos pagan el importe acordado y comprueban que en efecto se trata de la niña, pero que ahora ya la única habilidad con la que cuenta es la de bailar cuando escucha la música que le gusta, como por ejemplo el vals El Danuvio Azul.
La abuela les escribe una carta donde les expresa que ella temía que durante su despedida algo malo pudiera ocurrirle y por eso les había pedido que no llevasen a la niña a la estación, pero que si finalmente la niña era tan bonita como siempre y bailaba podían considerarse afortunados de haberla recuperado.

## Análisis del cuento
Vigil evoca en esta obra varios cuentos y fábulas populares como el de Pulgarcita y el Patito Feo de Hans Christian Andersen así como la fábula de Esopo, versionada también por Jean de La Fontaine La liebre y la tortuga. A la vez Vigil vuelve una vez más a incorporar el concepto popular de la cigüeña como la encargada de llevarle los bebés a sus padres, proveniente del mito griego de Hera y la reina Gerana. El nombre de Margarita Del Campo no es casual ya que las margaritas estaban asociadas como símbolo de la inocencia y la pureza, condiciones que caracterizarán a la protagonista a lo largo del cuento junto al hecho de que la niña despertaba la curiosidad y la admiración por su estética de aquellos que la veían; "Mientras tanto, maestras y alumnos, atraidos por aquella personita encantadora, se habían agrupado ante la puerta de la dirección".
Hacia el final del relato, es cuando luego de varias desilusiones y ante la imposibilidad de llevar una vida normal, acorde a una niña de su edad, finalmente luego de ausentarse durante varios días de la casa de sus padres sin que se conociera su paradero, Muñequita aparece en una juguetería como si fuese solo una muñeca como tal.
El escritor uruguayo expone a través del personaje de la niña, una serie de versos que ella los repite como resignada de la vida que lleva y a la vez con la incertidumbre de no saber cual será su destino, en los que Vigil refleja cierta inspiración en el poema "Lo fatal" de Rubén Darío. "Chiquita como soy, no sé, no sé mi destino, no sé, no sé adónde voy, por este largo camino".
En la narrativa de esta obra Vigil utiliza con mayor frecuencia que en otros textos, los diminutivos.